# Candy Darling
Candy Darling (New York City, 24 novembre 1944 – New York City, 21 marzo 1974) è stata un'attrice statunitense transgender, celebre come superstar della Factory di Andy Warhol, per il quale recitò nei film Flesh (1968), Women in Revolt (1971), e per aver ispirato alcune canzoni del gruppo rock The Velvet Underground.

## Biografia
"Candy Darling" nacque James Lawrence Slattery a Forest Hills, nel quartiere di Queens, a New York, figlia di Theresa Phelan e James (Jim) Slattery, descritto come un alcolizzato violento. Esistono controversie circa la sua reale data di nascita. Secondo l'ex collaboratore di Warhol, Bob Colacello, Candy sarebbe nata nel 1946, mentre l'IMDb indica il 1948 come anno di nascita. Il suo amico, compagno di stanza, ed editore postumo, Jeremiah Newton, afferma altresì che la nascita sia da collocarsi il 24 novembre 1944.
Darling trascorse l'infanzia a Massapequa Park, Long Island, dove si trasferì insieme alla madre dopo il divorzio dei suoi genitori. Passava la maggior parte del tempo a guardare in TV vecchi film hollywoodiani, dai quali imparò ad impersonare le sue attrici preferite, dive come Joan Bennett e Kim Novak. Il suo fratellastro Warren, nato dal primo matrimonio di Theresa Slattery, se ne andò da casa per arruolarsi nell'esercito statunitense, negando in seguito qualsiasi parentela con lei.
Nel 1961 si iscrisse ad un corso di cosmetologia alla DeVern School of Cosmetology di Baldwin, a Long Island. Raccontò di essere stato iniziata al sesso da "un commesso in un negozio di scarpe per bambini" e di aver scoperto così la propria omosessualità e la sua tendenza al travestitismo.
Candy Darling incontrò Jeremiah Newton nell'estate del 1966. Newton era appena giunto al Greenwich Village dalla sua casa di Flushing. I due divennero grandi amici e vissero insieme in appartamenti a Manhattan e Brooklyn fino alla morte di Darling nel 1974.
Il primo nome d'arte utilizzato da Slattery fu "Hope" Slattery. Secondo Bob Colacello, "Candy Darling" iniziò ad essere usato nel 1963/1964 quando Slattery iniziò a frequentare assiduamente diversi bar gay a Manhattan e a recarsi regolarmente da un dottore sulla Fifth Avenue per farsi delle iniezioni di ormoni femminili. Holly Woodlawn affermò che il nome d'arte di Candy Darling evolse da "Hope Dahl" a "Candy Dahl" e poi a "Candy Cane". Nella sua autobiografia, la Woodlawn inoltre scrive che il definitivo "Darling" arrivò perché molti dei suoi amici la chiamavano spesso affettuosamente utilizzando il vezzeggiativo "darling" ("dolce").

### Incontro con Andy Warhol
Candy Darling vide Warhol per la prima volta nel 1967, in un club fuori orario chiamato The Tenth of Always. Candy era in compagnia di Jackie Curtis, che invitò Warhol ad una commedia da lei scritta e diretta, Glamour, Glory and Gold, con la partecipazione della stessa Darling, nel ruolo di "Nona Noonan", e di un giovane Robert De Niro, che recitava in ben 6 ruoli differenti.
Warhol scritturò Darling per una breve scenetta comica presente in Flesh (1968) con Jackie Curtis e Joe Dallesandro. Dopo Flesh, Candy recitò in un ruolo importante nel film di Paul Morissey Women in Revolt (1971), ebbe una particina nell'importante produzione hollywoodiana Una squillo per l'ispettore Klute, ed entrò stabilmente a far parte del giro di amicizie di Warhol alla Factory dove conobbe, tra gli altri, Lou Reed dei Velvet Underground che rimase profondamente affascinato da lei tanto da dedicarle il brano Candy Says scritto in suo onore ed incluso nel terzo album del gruppo, e citarla nel testo della celeberrima Walk on the Wild Side sul suo album solista del 1972 intitolato Transformer.

### Malattia e morte
Candy Darling morì a causa di un linfoma il 21 marzo 1974, all'età di 29 anni, al Columbus Hospital. Al suo funerale presero parte molti amici e conoscenti, tra cui Pat Ast e Julie Newmar; si dice inoltre che Gloria Swanson abbia "salutato" la bara di Candy. 
Il corpo di Candy Darling venne cremato, e le sue ceneri interrate dall'amico Jeremiah Newton nel cimitero di Cherry Valley, piccolo villaggio di campagna sito ai piedi delle Catskill Mountains, nello stato di New York.

## Filmografia
- Flesh (1968)
- Brand X (1970)
- La mortadella (1971)
- Una squillo per l'ispettore Klute (1971)
- Some of My Best Friends Are... (1971)
- Women in Revolt (1971)
- Der Tod der Maria Malibran (1972)
- An American Family (1973)
- Silent Night, Bloody Night (1974)
- The Cockettes (2002)
- Superstar in a Housedress (2004)
- Andy Warhol: A Documentary Film (2006)
- Beautiful Darling (2010)